# زیکیم

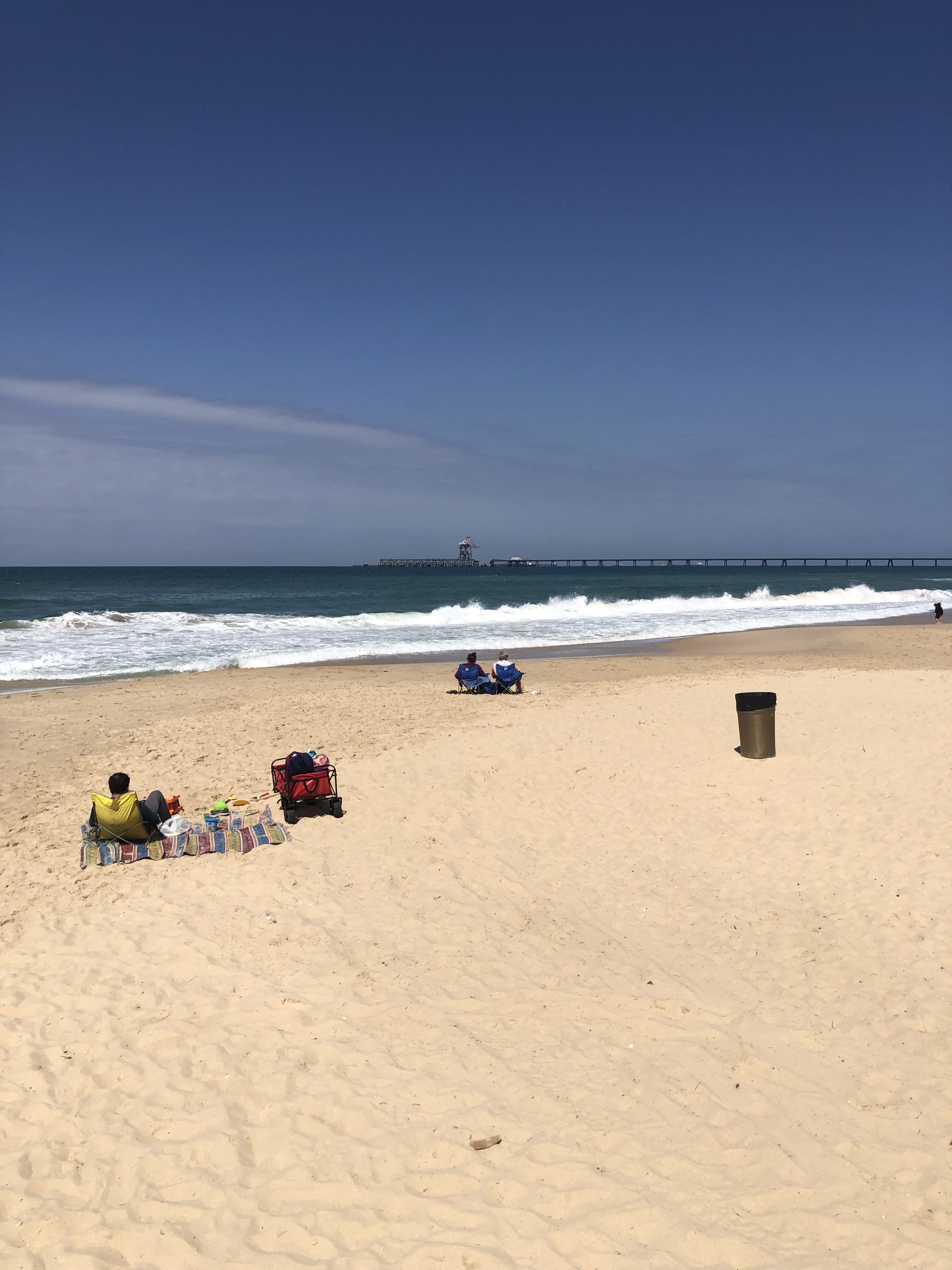
ساحل زیکیم

کیبوتص زیکیم در سال ۱۹۵۶

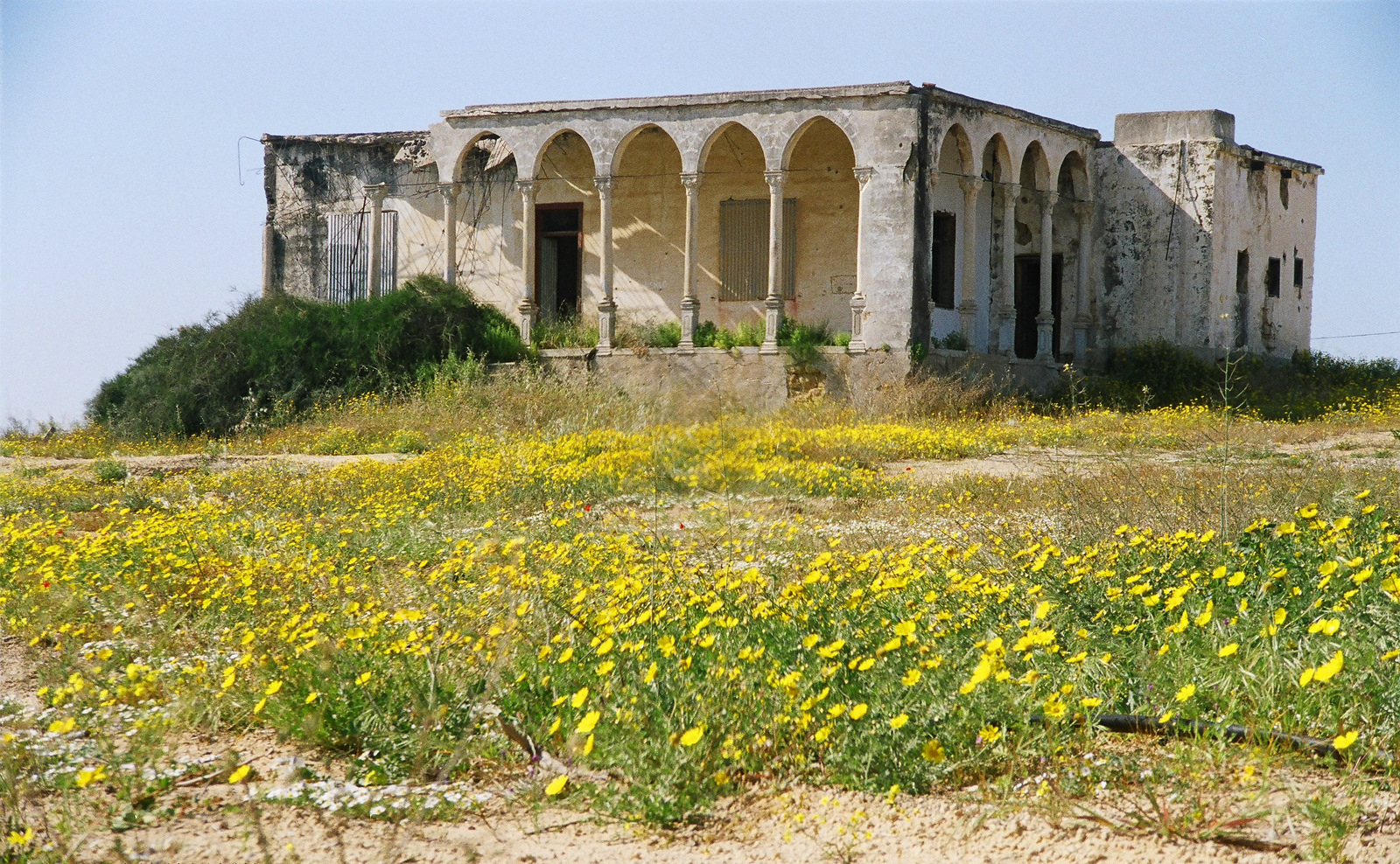
خانه‌ای قدیمی روی تپه کیبوتص

زیکیم (به عبری: זִיקִים) یک کیبوتص واقع‌شده در جنوب اسرائیل و شمال صحرای نگب است. در سال ۲۰۲۱ زیکیم ۸۹۴ نفر جمعیت داشته است.

## تاریخ
کیبوتص زیکیم در سال ۱۹۴۹ توسط عده‌ای جوان یهودی رومانیایی در زمینی خالی از سکنه شده فلسطینی تاسیس شد.
در سال ۲۰۰۶ یک راکت قسام از شمال نوار غزه به کارخانه تشک سازی زیکیم برخورد کرد و جهاد اسلامی فلسطین مسئولیت حمله را برعهده‌گرفت. در سال ۲۰۱۴ پنج فلسطینی مسلح تلاش کردند از طریق سواحل زیکیم به اسرائیل نفوذ پیدا کنند که توسط ارتش اسرائیل کشته‌شدند.
در طول جنگ اسرائیل و حماس مبارزان فلسطینی به صورت آبی و خاکی به پایگاه بهاد ۴ و کیبوتص زیکیم در پی نبرد زیکیم حمله‌ور شدند. نیروهای حماس در این نبرد ۱۹ غیرنظامی و ۸ سرباز اسرائیلی را کشتند و ده‌ها نفر را زخمی کردند.

## اقتصاد
محصولات اصلی کشاورزی کیبوتص زیکیم انبه و آووکادو است، همچنین این کیبوتص بزرگ‌ترین مزارع لبنیات اسرائیل را اداره می‌کند. محصول صنعتی اصلی زیکیم پلی‌اورتان است که توسط کارخانه «Polyrit» در این کیبوتص تولید می‌شود.